# 沖縄政財界人恐喝事件
沖縄政財界人恐喝事件（おきなわせいさいかいじんきょうかつじけん）とは、1964年12月13日にアメリカ占領下の沖縄で発覚した恐喝事件。

## 事件の概要
1964年頃から琉球商工会議所会頭とその兄は、それぞれ沖縄の政財界人を訪ね歩き、「秘密情報組織マーシャル機関が、あなたをマークしている。今のうちに手を打たないと大変なことになる」と金を要求していた。
彼らによると、マーシャル機関は米軍内に存在している秘密組織で、沖縄政財界の綱紀粛正のために暗躍しているとのことであった。当時はキャラウェイ高等弁務官によるキャラウェイ旋風が吹き荒れており、荒唐無稽と一蹴できない信憑性があった。
琉球警察は、商工会議所会頭とその兄、この話を吹き込んで共謀した知人の3人を逮捕した。

## 裁判
商工会議所会頭と兄は「マーシャル機関」の実在を信じ、政財界人を救うために行動したに過ぎないと主張した。一方、知人は犯行を認め、政財界人から金を騙し取るため、兄弟に「マーシャル機関の存在」を吹き込んだと証言した。
最終的に裁判所は、商工会議所会頭については金銭の要求をしなかったことから「善意の行動」であることを認めて無罪、兄と知人については実際に金銭を要求していたことから有罪とした。